# Corpus-Christi-Kirche (Głogów)
Die Corpus-Christi-Kirche (polnisch Kościół pw. Bożego Ciała w Głogowie) in Głogów (deutsch Glogau) ist eine römisch-katholische Pfarrkirche und ehemalige Jesuitenkirche. Sie zählt zu den großen barocken Saalkirchen Schlesiens.

## Geschichte
Die älteste Erwähnung der Kirche, zu dieser Zeit vermutlich eine kleine Kapelle, stammt aus dem Jahre 1403. Im Jahre 1420 wurde die Kapelle erweitert und diente als Burgkapelle. Im Jahre 1666 wurde Glogau, das zum Bistum Breslau gehörte, Sitz eines Jesuitenkollegs. Kirchenbau und Kolleg wurden 1696–1702 nach Entwurf des Schweizer Baumeisters Giulio Simonetti errichtet. Nach dem Brand im Jahre 1711 wurde die Kirche vom Breslauer Architekten Johann Blasius Peintner († 1732) wiederaufgebaut. Den endgültigen architektonischen Ausdruck erhielt sie mit der Vollendung der Fassadengestaltung um 1730.
Während einer Restaurierung von 1795 bis 1797 wurde ein Teil der Fresken von E. T. A. Hoffmann gestaltet. Durch seine fantastische Erzählung Die Jesuiterkirche in G. ging die Kirche in die deutsche Literaturgeschichte ein. Nach der Aufhebung des Jesuitenordens 1773 diente das Gotteshaus zeitweise als römisch-katholische Garnisonkirche. Im Zweiten Weltkrieg wurden das Dach und die Turmhelme zerstört. Der Wiederaufbau der Kirche begann in der Nachkriegszeit in Etappen. Erst 2019 erhielten die Türme ihre ursprüngliche barocken Helme zurück. Die Kirche dient heute als römisch-katholische Pfarrkirche. 

## Bauwerk
Im Saalbau ist mit unterbrochenem Gebälk die Verschmelzung von Wandung und Gewölbe vollzogen. Die Kapellen der Seitenschiffe und Emporen ragen weit in die Gewölbezone hinein. Der Saal ist dadurch durch eine indirekte Lichtführung geprägt. Im Chorraum ist die Rückwand durch eine Pilasterstellung belebt, zwischen der das Gotteslamm dargestellt ist. Darüber befinden sich Darstellungen von Gott und Heiligem Geist.